# Balanops
Balanops — група квіткових рослин, описана як рід у 1871 році. Дев'ять видів дерев або кущів зустрічаються в Новій Каледонії, Фіджі, Вануату та північному Квінсленді. Вони дводомні, з окремими чоловічими та жіночими рослинами.
Рід сам по собі входить до родини Balanopaceae (раніше також використовувався варіант написання Balanopsidaceae). Він поміщений в порядок Malpighiales і споріднений Chrysobalanaceae, Dichapetalaceae, Euphroniaceae і Trigoniaceae.

## Види
1. Balanops australiana - Квінсленд
2. Balanops balansae - Нова Каледонія
3. Balanops microstachya - Нова Каледонія
4. Balanops oliviformis - Нова Каледонія
5. Balanops pachyphylla - Нова Каледонія
6. Balanops pancheri - Нова Каледонія
7. Balanops pedicellata - Вануату, Фіджі
8. Balanops sparsifolia - Нова Каледонія
9. Balanops vieillardii- Нова Каледонія